# Двойнос, Степан Кузьмич
Степан Кузьмич Двойнос (1923—1992) — советский и российский художник, педагог. Работал преимущественно в жанре портрета и пейзажа.

## Биография
Родился 7 апреля 1923 года в селе Романово на Алтае в семье переселенца с Украины Кузьмы Ивановича (02.07.1878 — 1960) и Анны Сидоровны (1875 — 22.09.1932) Двойнос. Кузьма родился на Украине, в селе Атюша, и в 1886 вместе с отцом, матерью, братом и двумя сёстрами переселился в засёлок Чудские Пруды, позже переименованный в Романово по фамилии царской семьи Российской Империи. Из Атюши в Сибирь мигрировало в этот год много семей. Кузьма был по профессии столяр. У Степана Кузьмича было четыре брата: Михаил, Иосиф, Николай, Иван и сестра София. В 1930 году Кузьму Двойнос обвинили в том, что он кулак. В их хозяйстве согласно записи в госархиве Алтайского края РФ в 1929 году имелось: 3 лошади, 4 коровы, 6 овец, 1 плуг, 1 сенокосилка, 1/4 молотилки, 2 брички, 1 дом, 1 амбар, 1 скотный двор. Кузьма Иванович в 1930 году был лишен избирательных прав. Причина лишения: эксплуатация сельскохозяйственных машин. И 1 июня 1931 года его семью раскулачили и сослали в Нарым, спецпоселение в Томской области. Сын Иосиф отказался от отца, и поэтому в ссылку не поехал. В 1932 году в Нарыме заболела и умерла их мать, Анна. Отец остался один с 5 детьми. Он никогда больше не женился.
В 1932 году семья была переведена в Новокузнецк, тогда Кузнецк. Во время работы на металлургическом комбинате Степан получил серьёзное ранение в живот, в связи с чем к военной службе был не пригоден, поэтому во время Второй мировой войны в армию призван не был. У Михаила, Николая, Ивана была бронь, потому что они работали на шахте. Из всех братьев на фронт попал только Иосиф. Он погиб в 1943 году в битве на Курской дуге. София тоже была на фронте вольнонаёмной при госпитале.
Степан Кузьмич был женат дважды. От первого брака имел двоих детей: Александра, и Наталью. Его дочь Наталья Степановна в замужестве Усова является членом Союза художников России.

## Творческий путь
В Новокузнецке Степан посещал изостудию при Дворце пионеров, где его педагогом был А. Ф. Перлов. Во время Великой Отечественной войны работал слесарем, затем художником-агитатором на металлургическом комбинате.
В 1949 году окончил Алма-Атинское художественное училище и поступил в Вильнюсский институт монументально-декоративного искусства на витражное отделение. После третьего курса перешёл живописный факультет Рижской академии художеств, где учился у профессора Я. Х. Тильберга.
В 1956 году окончил академию и переехал по направлению в Иркутск. Работал преподавателем рисунка и живописи в Иркутском художественном училище. Принимал активное участие в художественных выставках. В 1959 году переехал в город Шелехов Иркутской области. В 1961 году стал членом Союза художников СССР. В 1964 году в Шелехове состоялась его первая персональная выставка.
В 1968 году вернулся на Алтай, в Барнаул. Его тянуло на родину. С 1971 по 1990 год работал преподавателем рисунка, живописи и композиции в Новоалтайском государственном художественном училище.
Картины художника сейчас хранятся в Иркутском областном художественном музее и Государственном художественном музее Алтайского края. Это портреты, пейзажи и тематические композиции.

УЧАСТИЕ В ВЫСТАВКАХ
1956 — Выставка произведений художников Сибири и Дальнего Востока. Иркутск.
1957 — Вторая областная выставка произведений молодых и самодеятельных художников Иркутской области, посвященная Всемирному фестивалю молодежи. Иркутск.
1959 — Областная художественная выставка, посвященная 40-летию Советской власти в Сибири. Иркутск.
1961 — Выставка «Иркутск в творчестве художников» (к 300-летию г. Иркутска). Иркутск.
Областная художественная выставка, посвященная XXII съезду КПСС. Иркутск.
1963 — Выставка произведений художников Иркутской области к открытию Дома художника. Иркутск.
1964 — Персональная выставка. Иркутск. Выставка произведений художников Иркутской области. Иркутск.
1966 — Выставка произведений художников Сибири и Дальнего Востока. Тюмень.
1967 — Вторая зональная выставка «Сибирь социалистическая». Омск.
1968 — Шестнадцатая краевая художественная выставка. Барнаул.
1969 — Иркутские художники за 50 лет Советской власти. Иркутск.
1970 — Выставка произведений художников Иркутской области. Иркутск. Семнадцатая краевая художественная выставка. Барнаул.
1971 — Осенняя выставка алтайских художников. Барнаул. Ретроспективная выставка произведений художников Алтая «Земля Алтайская». Барнаул.
1972 — Выставка произведений художников г. Новоалтайска. Новоалтайск.
1973 — Персональная выставка. Барнаул.
1975 — Четвертая зональная художественная выставка «Сибирь социалистическая». Томск.
1978 — XXIII краевая художественная выставка. Барнаул. Пятая зональная художественная выставка «Сибирь социалистическая». Барнаул.
1979 — Выставка работ педагогов художественных училищ РСФСР. Москва.
1981 — XXIV краевая художественная выставка. Барнаул.
1982 — Выставка рисунка, акварели и этюда. Барнаул.
1983 — Выставка произведений художников-педагогов Новоалтайского художественного училища. Барнаул. Республиканская выставка «Нивы Алтая». Москва, Барнаул.
1988 — Краевая художественная выставка «Алтай преображенный». Барнаул.
1990 — XXX краевая выставка «50 лет Алтайской организации Союза художников РСФСР». Барнаул.